# Тундра Аляскинського хребта та гір Святого Іллі

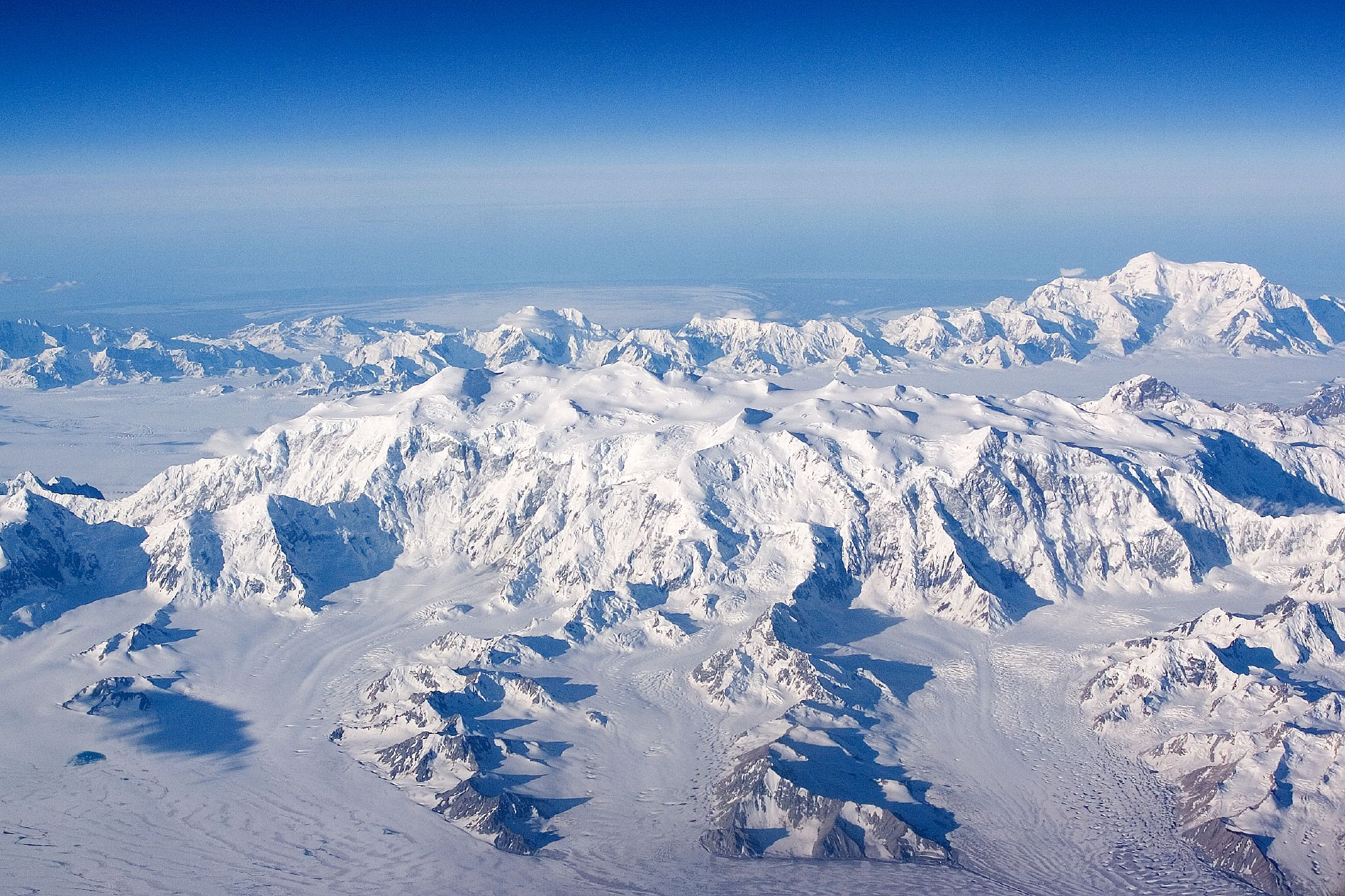
Ландшафт гір Святого Іллі

Тундра Аляскинського хребта та гір Святого Іллі (ідентифікатор WWF: NA1104) — неарктичний екорегіон тундри, розташований на північному заході Північної Америки.

## Географія
Екорегіон тундри Аляскинського хребта й гір Святого Іллі охоплює довгу смугу високих скелястих гір, що тягнуться дугою від узбережжя затоки Кука через внутрішню частину Аляски та крайній південний захід Юкону до Якутатської затоки на крайньому північному заході Британської Колумбії. Гори екорегіону є частиною Північноамериканських Кордильєр і включають Аляскинський хребет, гори Врангеля та гори Святого Іллі. Висота екорегіону коливається від рівня моря на заході та від 600 м над рівнем моря в долинах до понад 4000 м над рівнем моря у високогір'ях. Найвищою вершиною Аляскинського хребта є гора Деналі або Мак-Кінлі заввишки 6190 м, яка є найвищою горою США та всієї Північної Америки. Найвищою вершиною гір Святого Іллі є гора Логан висотою 5959 м, яка є найвищою горою Канади. Оскільки снігова лінія в екорегіоні лежить на висоті приблизно 2150 м над рівнем моря, значну частину регіону вкривають широкі льодовикові поля та сніжники, над якими підіймаються ізольовані скельні брили.
На півночі екорегіон переходить у тайгу рівнинних внутрішніх районів Аляски та Юкону, а на північному сході — у альпійську тундру внутрішніх районів Аляски та Юкону. На рівнинах на південь від регіону поширена тайга затоки Кука та тайга Мідного плато, а в горах — тундра і крижані поля гір тихоокеанського узбережжя.

## Клімат
В горах екорегіону переважає тундровий клімат (ET за класифікацією кліматів Кеппена). Середньорічна кількість опадів на низьких висотах становить 400 мм, а у високогір'ях — понад 2000 мм. Середньодобові мінімальні температури взимку коливаються від −25 до −35 °C, а середньодобові максимальні температури влітку — від 18 до 22 °C. На великих висотах температура протягом всього року нижча. В нижній частині гір канадської частини екорегіону середньорічна температура становить −1,5 °C, середня літня температура — 9,5 °C, а середня зимова температура — −14 °C. В екорегіоні поширена багаторічна мерзлота.

## Флора
Більша частина екорегіону представлена скелястими гірськими схилами, льодовиковими полями та гірськими льодовиками. На вільних від льоду ділянках поширена альпійська тундра, в якій переважають карликові чагарники, зокрема гірські дріяди (Dryas octopetala) та цільнолисті дріяди (Dryas integrifolia), а також брусниці (Vaccinium vitis-idaea), чотиригранні кассіопеї (Cassiope tetragona) та інші представники родини вересових. На захищених схилах зустрічаються невисокі чагарники або відносно високі кущі, зокрема залозисті берези (Betula glandulosa), карликові берези (Betula nana), верби (Salix spp.) та зелені вільхи (Alnus alnobetula subsp. sinuata). На добре дренованих ділянках в долинах поширені рідколісся, в яких переважають сизі ялини (Picea glauca) та чорні ялини (Picea mariana), а також зустрічаються паперові берези (Betula papyrifera) та американські осики (Populus tremuloides). На зволожених ділянках ростуть пухівки (Eriophorum spp.) та осоки.

## Фауна
У Національному парку Деналі та в районі озера Іліамна на південному заході регіону мешкають великі популяції гризлі (Ursus arctos horribilis). Серед інших ссавців, поширених в екорегіоні, слід відзначити барибала (Ursus americanus), карибу (Rangifer tarandus), барана Далла (Ovis dalli), снігову козу (Oreamnos americanus), звичайного лося (Alces alces), канадського вовка (Canis lupus occidentalis), звичайну росомаху (Gulo gulo), канадську видру (Lontra canadensis), канадську рись (Lynx canadensis), болотяну ондатру (Ondatra zibethicus), американського зайця (Lepus americanus), сивого бабака (Marmota caligata) та арктичного ховраха (Urocitellus parryii).
Серед поширених в екорегіоні птахів слід відзначити полярну гагару (Gavia immer), лебедя-трубача (Cygnus buccinator), чорнодзьобого лебедя (Cygnus columbianus), сапсана (Falco peregrinus), кречета (Falco rusticolus), американського яструба (Accipiter atricapillus), білоголового орлана (Haliaeetus leucocephalus), беркута (Aquila chrysaetos), білу куріпку (Lagopus lagopus), тундрову куріпку (Lagopus muta), білохвосту куріпку (Lagopus leucura), білу сову (Bubo scandiacus), бородату сову (Strix nebulosa) яструбину сову (Surnia ulula), волохатого сича (Aegolius funereus), північного сорокопуда (Lanius borealis), звичайного омелюха (Bombycilla garrulus), шелюгового вівчарика (Phylloscopus borealis), білощокого пісняра-лісовика (Setophaga striata), малу болотянку (Wilsonia pusilla), чорнобрового бруанта (Zonotrichia atricapilla), лапландського подорожника (Calcarius lapponicus), вохристого подорожника (Calcarius pictus) та снігову пуночку (Plectrophenax nivalis).

## Збереження
Оцінка 2017 року показала, що 74 504 км², або 45 % екорегіону, є заповідними територіями. Природоохоронні території включають: Національний парк озера Кларк, Національний парк Деналі, Державний парк Деналі, Національний природний заповідник Тетлін та Національний парк гір Врангеля та Святого Іллі в США, а також Провінційний парк Татшеншині-Алсек та Національний парк Клуейн в Канаді. У 1979 році Національний парк гір Врангеля та Святого Іллі внесено до списку Світової спадщини ЮНЕСКО.